# Ромета
Ромета (итал. Rometta) је насеље у Италији у округу Месина, региону Сицилија.
Према процени из 2011. у насељу је живело 867 становника. Насеље се налази на надморској висини од 518 м.

## Становништво
Према резултатима пописа становништва 2011. у општини је живело 6.541 становника.
| 1931. | 1936. | 1951. | 1961. | 1971. | 1981. | 1991. | 2001. | 2011. |
| ----- | ----- | ----- | ----- | ----- | ----- | ----- | ----- | ----- |
| 4.963 | 5.116 | 4.932 | 4.838 | 4.289 | 4.939 | 6.113 | 6.307 | 6.541 |